# Амін Жмаєль
Амін П'єр Жмаєль (араб. أمين بيار الجميٌل; нар. 22 січня 1942) — ліванський політик, п'ятнадцятий президент Лівану.

## Біографія
Був сином П'єра Жмайєля, засновника фалангістської партії Катаїб, та старшим братом Башира Жмайєля, обраного президента Лівану. Водночас Амін не мав тих лідерських якостей, що його батько і брат, натомість він тяжів до своєї матері Женев'єви. Остання відзначалась діловою хваткою, наполегливістю та, водночас, стриманістю.
1965 року закінчив Університет Святого Йосипа в Бейруті, здобувши юридичну освіту. Після того займався адвокатською практикою, керував великою юридичною фірмою. Окрім того, займався політичними виданнями та недійним бізнесом, зокрема видавав франкомовні газету Le Reveil й журнал Panorama de L'Actuelite.

### Політична діяльність
Від 1961 року перебував у лавах партії Катаїб. У 1976-1982 роках був членом Політбюро Катаїб — найвищого органу партійного керівництва. Курирував партійні бізнес-структури та цивільні організації. 1970 та 1972 року його обирали до лав парламенту. Як кандидат фалангістів випереджав на виборах впливових представників Національно-ліберальної партії.
У Катаїб його вважали поміркованим політиком. Особливо помітним це було в порівнянні з Баширом Жмайєлем, який виступав за силове вигнання з Лівану Організації визволення Палестини, придушення соціалістів і комуністів, ліквідацію в країні палестинських таборів. Старший син засновника Катаїб не полемізував з братом публічно, втім був відомий як прибічник компромісу й діалогу (якщо не з палестинцями та комуністами, то, принаймні, з опонентами з ліванських мусульман).
Ідеологічно Амін Жмаєль позиціонувався як «прогресивний правий»: прибічник плюралістичної демократії, непорушності прав людини, вільного підприємництва за соціального регулювання; противник будь-якої диктатури. Ліван він бачив провідною арабською країною, здатною створювати структури міжцивілізаційного співробітництва, бути своєрідним «мостом» між Арабським світом і Заходом.
1975 року в Лівані почалась громадянська війна. У складі партійної міліції Катаїб Амін Жмаєль брав активну участь у боях. Командував 75-ю бригадою фалангістів, що діяла у Матні та Східному Бейруті.
Він відігравав помітну роль в облозі Тель-Заатара. При цьому відзначалось певне суперництво між Баширом та Аміном Жмайєлями за військово-політичне верховенство в правохристиянському таборі. Перевага молодшого брата виявилась очевидною. Після загибелі Вільяма Хауї Башир Жмаєль став командувачем фалангістської міліції та Ливанських сил. Амін Жмаєль залишався в підпорядкуванні молодшого брата.
23 серпня 1982 року Башира Жмайєля обрали президентом Лівану. 14 вересня 1982 року ще до офіційного вступу на посаду, Башир Жмаєль загинув у результаті теракту, організованого сирійськими спецслужбами.

#### Президентство
21 вересня 1982 року ліванський парламент обрав Аміна Жмайєля новим президентом країни. Його підтримали 77 депутатів з 92, причому проти не було жодного голосу. Під час голосування відзначалась «рідкісна демонстрація християнсько-мусульманської єдності», що підтверджувала репутацію Аміна Жмайєля як поміркованого та компромісного політика.
Мусульманські політики підкреслювали, що Амін, на відміну від Башира, не був цілковито залучений до військового насильства та зберігав шанобливі контакти з опонентами.
Сходження Аміна Жмайєля на посаду голови ліванської держави було певною мірою випадковим. Він не мав політичного та силового потенціалу молодшого брата, не мав такої популярності. При цьому становище в країні було вкрай важким. Більшу частину території Лівану окупували іноземні війська — сирійські й ізраїльські. Збройні формування політичних сил, що протистояли, — правохристиянських і «лівомусульманських» — не визнавали центральний уряд. Економічна політика підривалась розвалом державної податкової системи: фінансові надходження йшли у розпорядження польових командирів.
Правохристиянська міліція «Ліванські сили» після загибелі Башира Жмайєля фактично вийшла з підпорядкування партії Катаїб. Фалангістські командири Фаді Фрем, Фуад Абу Надер, Самір Джааджаа, Еліє Хобейка позиціонувались як спадкоємці Башира Жмайєля («президента назавжди») та провадили власну політику.
17 травня 1983 року було укладено лівансько-ізраїльський мирний договір. Та угода розглядалась як спосіб стабілізації ситуації в країні. Однак Сирія та її ліванські прибічники — передусім шиїтський рух Амаль і християнська Марада — різко розкритикували президента Жмайєля та зажадали його відмови від домовленостей з Ізраїлем. Сирійський президент Хафез аль-Асад зі свого боку запропонував певні «гарантії». Не витримавши тиску Дамаска та просирійських сил, Амін Жмаєль (за санкції П'єра Жмайєля) пішов на розірвання договору в березні 1984 року.
Уряд Ізраїлю на чолі з Іцхаком Шаміром різко засудив таке рішення, назвавши його «смертним вироком ліванському суверенітету» (за шість років почалась сирійська окупація Лівану). «Ліванські сили» вперше відкрито оголосили про невизнання партійного й урядового рішення: командування підтвердило союз з Ізраїлем. Збройні сили фалангістів стали ворожими до президента.
29 серпня 1984 року помер П'єр Жмаєль. Партія Катаїб втратила головну консолідуючу постать. В особі свого батька Амін Жмаєль втратив потужного політичного союзника. Нові очільники партії — Еліє Карам і Жорж Сааде — не забезпечували потрібну підтримку.
Наслідки проявились дуже швидко. Наприкінці 1985 року Самір Джааджаа та Еліє Хобейка підбурили заколот проти президента Жмайєля та командира Абу-Надера, потім зіштовхнулись між собою. На такому фоні останньою ставкою президента стала спроба відтворення урядової армії під командуванням генерала Мішеля Ауна.
Президентство Аміна Жмайєля проходило за умов громадянської війни, іноземних інтервенцій і фактичного розвалу держави. Однак, багато ліванців вважають, що він зумів зберегти в країні хоча б модель чи подобу конституційного порядку. Відстоюючи суверенітет Лівану, президент Жмаєль скасував низку угод із Сирією, що легітимізували присутність сирійських військ — у тому числі про Міжарабські сили стримування. Він анулював також Каїрську угоду 1969 року про розміщення в Лівані палестинських таборів.
Президентський термін Аміна Жмайєля завершувався 23 вересня 1988 року. За кілька хвилин до його закінчення президент призначив прем'єр-міністром генерала Ауна, розраховуючи, що той виконуватиме обов'язки президента (таким чином мав зберегтись порядок, відповідно до якого головою держави в Лівані був християнин-мароніт). Однак мусульманські та проросійські політики і воєначальники не визнали такого призначення, підтримавши усуненого Жмайєлем Селіма Хосса.
Виникла ситуація, коли в країні діяли два уряди й жодного президента. На такому тлі сирійський режим Хафеза аль-Асада здобув можливість фактично диктувати Лівану свої умови, що й сталось під час укладення Таїфських угод. Підсумком громадянської війни стала сирійська окупація Лівану.

### Подальша діяльність
Залишивши президентську посаду, Амін Жмаєль залишив і Ліван. Дванадцять років він провів за кордоном — у Швейцарії, Франції та США. Читав лекції в Гарварді й Мерілендськом університеті в Коледж-Парку. Написав кілька книжок з історії та політичної ситуації в Лівані. Разом з генералом Ауном координував антисирійські кола ліванської еміграції.
2000 року Амін Жмаєль повернувся до Лівану. Він спробував організувати політичну опозицію до просирійського президента Еміля Лахуда, але зіштовхнувся з жорсткою протидією з боку Каріма Пакрадуні — нового, також просирійського голови партії Катаїб. Після того Жмаєль очолив у Катаїб течію фалангістів-прибічників родини Жмайєлів, створив організацію «Основа „Катаїб“».
2005 року Кедрова революція поклала край сирійській окупації Лівану. Всередині Катаїб знову різко зміцнились прибічники родини Жмайєлів. Амін висловив свою готовність очолити партію. В результаті складних перемовин з Карімом Пакрадуні вдалося дійти згоди: Амін Жмаєль ставав президентом (почесним головою) Катаїб, Пакрадуні залишався її керівником до 2007 року, на який було призначено перевибори партійного керівництва. Автором формули тієї угоди став син і соратник Аміна Жмайєля — П'єр Жмаєль-молодший. Наприкінці 2007 року Пакрадуні вийшов у відставку, та невдовзі головою партії Катаїб обради Аміна Жмайєля.
Під його керівництвом партія значною мірою відновила колишні ідеологічні установки та політичний курс, але адаптований до нових умов. Головним завданням Катаїб вважає остаточне виведення Лівану з-під сирійського впливу. Партія входить до складу антисирійської «Коаліції 14 березня», що протистоїть просирійській «Коаліції 8 березня», передусім ісламістській Хезболла.
Амін Жмаєль очолював Катаїб упродовж семи років. 14 червня 2015 року головою партії обрали Самі Жмайєля — молодшого сина Аміна Жмайєля. Він продовжив політику батька у більш радикальному варіанті, заявивши про повернення Катаїб «до істини П'єра Жмайєля».
Залишивши посаду голови партії, Амін Жмаєль став своєрідним уособленням ліванської фалангістської традиції. Подібно до іншого ветерана — Жозефа Абу-Халіла, він символізує зв'язок епох і партійних поколінь. Амін Жмаєль також залишається головою родинного клану (хоча в цьому питанні існує певне суперництво з вдовою молодшого брата Соланж Жмаєль).

## Родина
Від 1967 року Амін Жмаєль одружений з Джойс Тян. Від того шлюбу народились сини П'єр і Самі та дочка Ніколь.
П'єр Жмаєль-молодший був керівним активістом партії Катаїб. У 2002—2006 роках він обіймав посади міністра праці та міністра промисловості Лівану. Загинув у результаті теракту 21 листопада 2006 року. За найпоширенішою версією вбивство було організовано сирійськими спецслужбами.
Самі Жмаєль від 2015 року є головою Катаїб.
Відомою активісткою Катаїб є й Ніколь Жмаєль.
Окрім арабської мови, Амін Жмаєль володіє французькою й англійською. Захоплюється історією та класичною музикою, в молодості займався тенісом.